# 蔡孫美華

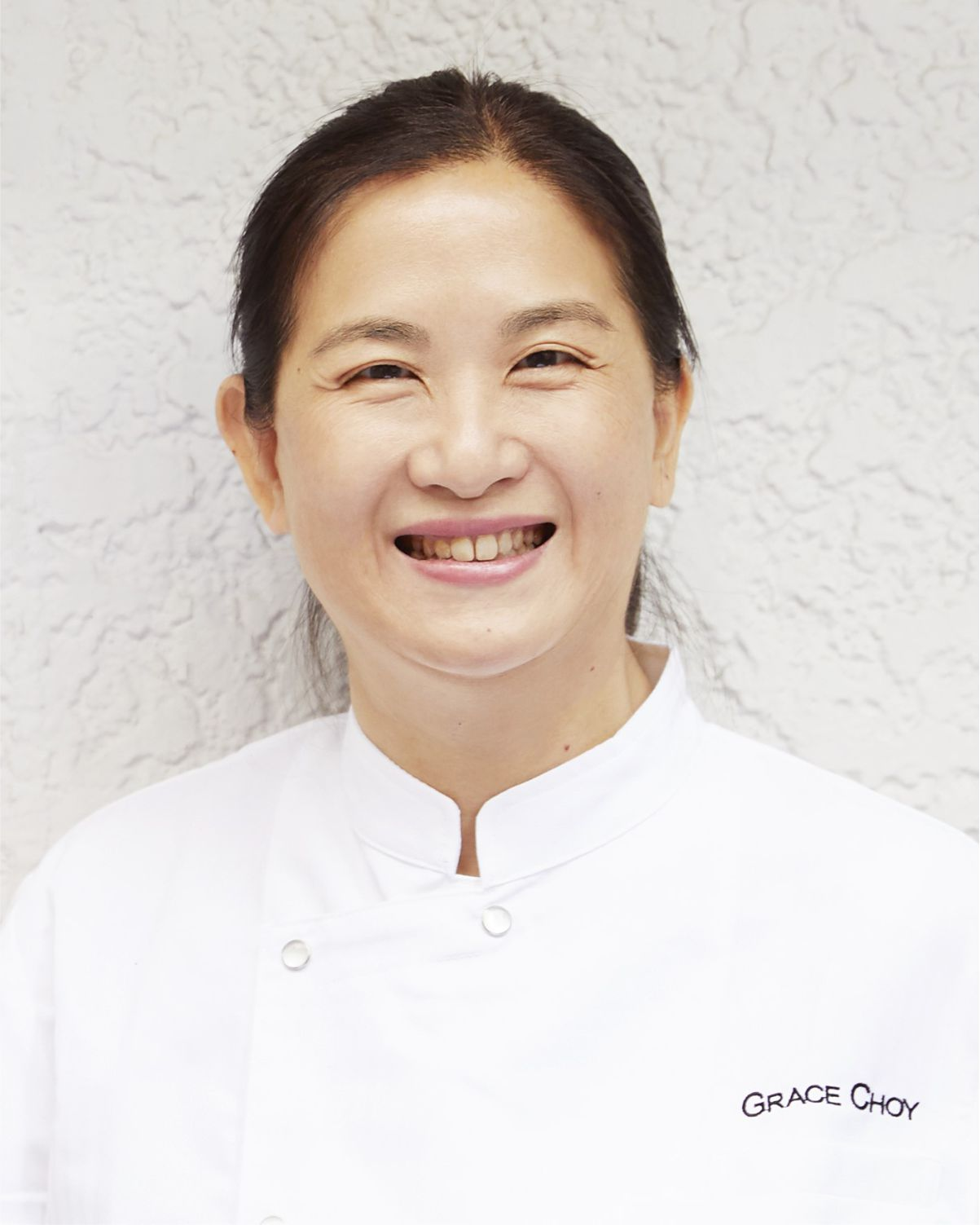
蔡孫美華 (Grace Choy)

蔡孫美華（1967年12月29日—）為香港廚師，也是蔡菜館的主廚及創辦人。
蔡孫美華常以客座主廚的身份出現在各種平台上，包括政府活動、慈善活動和五星級飯店。她也為《中國日報》、《日本時報》和《東洋經濟》等刊物分享烹飪視頻及撰寫飲食文章。

## 蔡菜館
蔡孫美華於2011年在香港成立了她的私房菜餐廳ChoyChoy Kitchen（蔡菜館），其曾被CNN及南華早報评为香港十大及五大私房菜館。2019年搬遷至東京的西麻布，目前位於東京目黑區的青葉台。蔡菜館只提供四個座位。

## 奖项
最佳女廚師食譜（2018年美食家世界食譜獎）。

## 外部連結
- 蔡菜館 （页面存档备份，存于）